# Diffa (Departement)
Diffa ist ein Departement in der gleichnamigen Region Diffa in Niger.

## Geographie

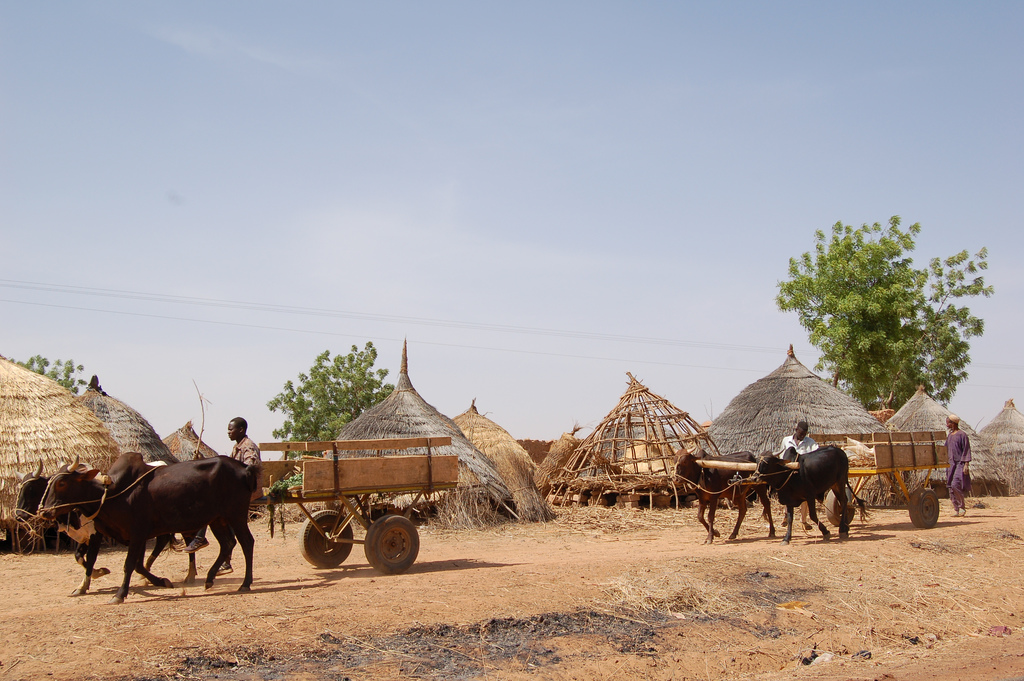
Viehkarren in Diffa

Das Departement liegt in der Landschaft Manga im Südosten des Landes und grenzt an Nigeria. Es besteht aus der Stadtgemeinde Diffa und den Landgemeinden Chétimari und Gueskérou. Der namensgebende Hauptort des Departements ist Diffa.

## Geschichte
Im Jahr 1964 gliederte eine Verwaltungsreform Niger in sieben Departements, die Vorgänger der späteren Regionen, und 32 Arrondissements, die Vorgänger der späteren Departements. Während alle anderen Arrondissements territorial auf frühere Verwaltungseinheiten zurückgingen, war das Arrondissement Diffa eine völlige Neugründung. Diffa erhielt hierbei von Maïné-Soroa den Kanton Chétimari und von N’Guigmi den Kanton Komadougou zugeschlagen.
Im Jahr 1998 wurden die bisherigen Arrondissements Nigers in Departements umgewandelt, an deren Spitze jeweils ein vom Ministerrat ernannter Präfekt steht. Die Gliederung des Departements in Gemeinden besteht seit dem Jahr 2002. Zuvor bestand es aus dem städtischen Zentrum Diffa und den Kantonen Bosso, Chétimari und Komadougou. 2011 wurde Bosso als eigenes Departement aus dem Departement Diffa herausgelöst.

## Bevölkerung

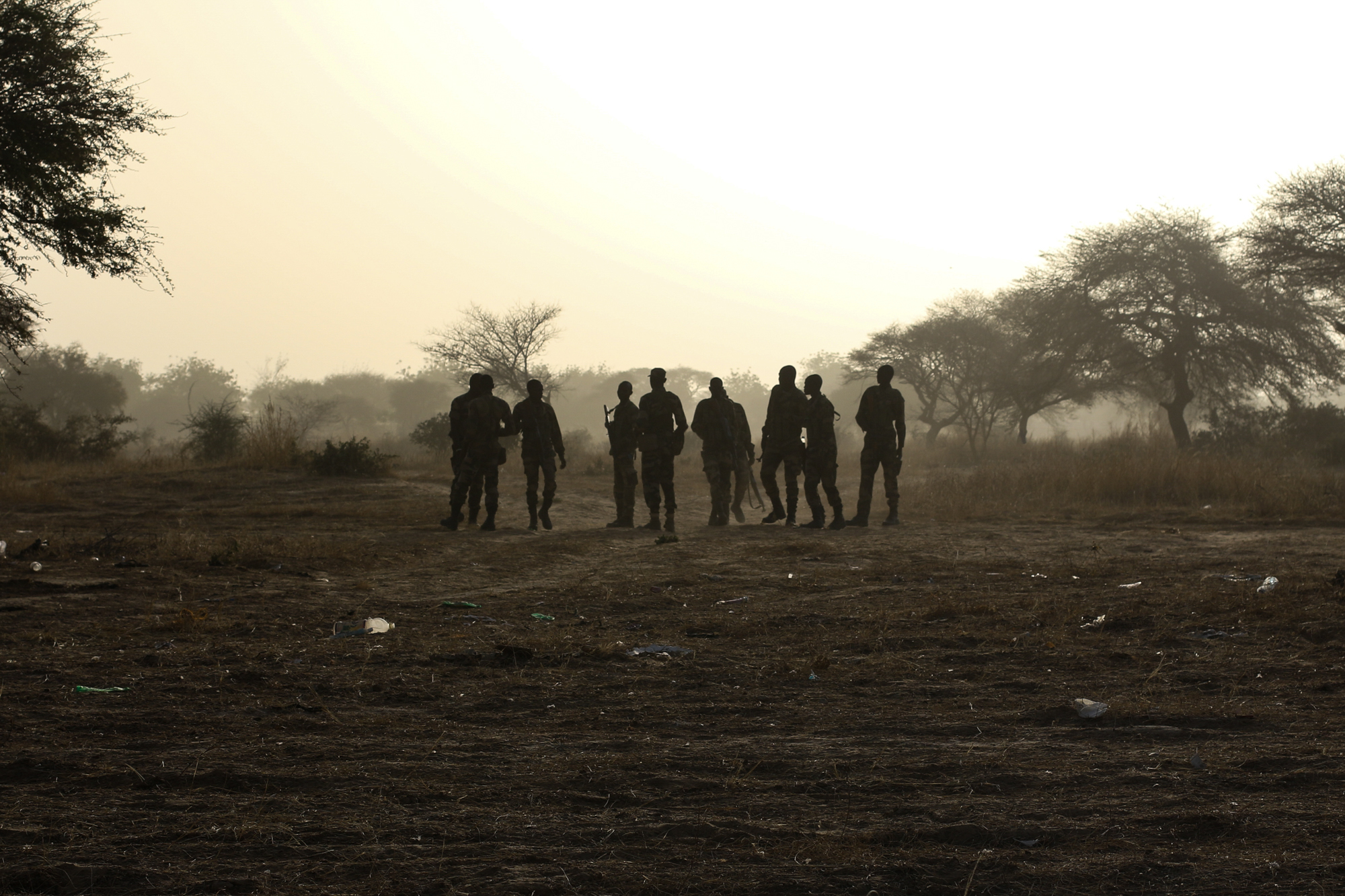
Soldaten in Diffa

Das Departement Diffa hat gemäß der Volkszählung 2012 159.722 Einwohner. Bei der Volkszählung 2001, vor der Herauslösung von Bosso, waren es 148.151 Einwohner, bei der Volkszählung 1988 76.276 Einwohner und bei der Volkszählung 1977 58.877 Einwohner. Das Departement Diffa ist ein Hauptsiedlungsgebiet der Tubu in Niger. In Diffa leben Angehörige der Guézébida und Gounda: Das sind Untergruppen der Téda, die wiederum neben den Daza eine von zwei Untergruppen der Tubu darstellen.

## Verwaltung
An der Spitze des Departements steht ein Präfekt (französisch: préfet), der vom Ministerrat auf Vorschlag des Innenministers ernannt wird.
| Amtszeit                      | Name                                       |
| ----------------------------- | ------------------------------------------ |
| …                             |                                            |
| 15. Apr. 2010 – 3. Jun. 2011  | Boubacar Alkaly                            |
| 3. Jun. 2011 – 5. Dez. 2014   | Saouna Inoussa                             |
| 5. Dez. 2014 – 29. Jul. 2016  | Boureima Sadou                             |
| 29. Jul. 2016 – 23. Mär. 2017 | Fougou Boukar                              |
| 23. Mär. 2017 – 26. Jul. 2019 | Ousmane Koussouri (alias Ousmane Koussiri) |
| 26. Jul. 2019 – 8. Nov. 2021  | Boubé Warzaghan Adam                       |
| 8. Nov. 2021 – 21. Sep. 2023  | Mounkaïla Souley Idé                       |
| seit 21. Sep. 2023            | Mamoudou Hama                              |